# Палац Моделло (Рієка)
Палац Моделло (хорв. Palača Modello) — палац у м. Рієці, Хорватія. Збудований у 1885 році. 
Палац Моделло розташований недалеко від будівлі Хорватського національного театру імені Івана Зайця на місці зруйнованого та знесеного Адамічного театру (Adamićeva).
Будівлю спроектували у віденському архітектурному бюро «Фельнер & Гельмер» для банку Рієки і ощадних кас. Вона відрізняється багатством декоративних елементів у стилі відродження та пізнього бароко. Декоративні елементи виконані скульптором Ігнаціо Донегані.
Привабливий урочистий зал, який є сьогодні аудиторією італійського клубу культури (Circolo italiano di cultura) і прикрашений чудовою ліпниною. На першому поверсі в даний час діє міська бібліотека.